# Conférence épiscopale régionale de l'Afrique de l'Ouest
La Conférence épiscopale régionale de l’Afrique de l’Ouest (ou en anglais Regional Episcopal Conference of West Africa, abrégé RECOWA-CERAO ou parfois CERAO-RECOWA) est une structure de l’Église catholique qui regroupe les représentants de seize conférences épiscopales de pays d’Afrique de l’Ouest. 
Elle a été fondée en 2012 par la réunion de deux conférences épiscopales régionales préexistantes, à savoir la Conférence épiscopale régionale de l’Afrique de l’Ouest francophone (CERAOF) et l’Association of Episcopal Conferences of Anglophone West Africa (AECAWA), et a comme langues officielles le français, l’anglais et le portugais.

## Historique

### La CERAOF

#### Historique
La Conférence épiscopale régionale de l’Afrique de l’Ouest francophone (CERAOF) a été fondée le 14 juin 1963, entre autres par les évêques Luc Auguste Sangaré, Bernardin Gantin, Hyacinthe Thiandoum, Raymond-Marie Tchidimbo et Jean-Baptiste Maria Cissé (de).

#### Présidents
- Bernardin Gantin en 1963 et 1964[3].
- Bernard Agré de 1985 à 1991.
- Isidore de Souza en 1999[4].
- Théodore-Adrien Sarr de 2003 à 2012 (il devient ensuite président de la CERAO).

### La RECOWA-CERAO

#### Historique
La Première Assemblée spéciale pour l’Afrique du Synode des évêques, qui s’est tenue du 10 avril au 8 mai 1994, met en lumière la proximité des problématiques dans la région de l’Ouest de l’Afrique.
Une assemblée préparative à la nouvelle structure a lieu à Abuja au Nigéria du 5 au 9 décembre 2007. Ses conclusions sont exposées à la Deuxième Assemblée spéciale pour l’Afrique du Synode des évêques, qui se tient du 4 au 25 octobre 2009. L’assemblée constitutive de la RECOWA-CERAO a ensuite lieu du 23 au 29 janvier 2012 au siège de la fondation Félix-Houphouët-Boigny à Yamoussoukro en Côte d’Ivoire, en présence de 184 membres ; les deux structures précédentes cessent d’exister à cette date.

#### Présidents
- Théodore-Adrien Sarr, archevêque de Dakar (Sénégal) de 2012[1] à 2016.[précision nécessaire]
- Ignatius Kaigama, archevêque de Jos (Nigéria) depuis 2016.